# Скожув
Скожув (пол. Skorzów) — село в Польщі, у гміні Бусько-Здруй Буського повіту Свентокшиського воєводства.
Населення — 229 осіб (2011).

## Демографія
Демографічна структура на день 31 березня 2011 року:
|          | Загалом | Допрацездатний вік | Працездатний вік | Постпрацездатний вік |
| -------- | ------- | ------------------ | ---------------- | -------------------- |
| Чоловіки | 105     | 27                 | 66               | 12                   |
| Жінки    | 124     | 20                 | 74               | 30                   |
| Разом    | 229     | 47                 | 140              | 42                   |